# Atkár
Atkár là một thị trấn thuộc hạt Heves, Hungary. Thị trấn này có diện tích 33,76 km², dân số năm 2010 là 1726 người, mật độ 51 người/km².